# Bir al-Maksur
Bir al-Maksur nebo Bir al-Maksura (hebrejsky בִּיר אל-מַכְּסוּר, arabsky بير المكسور Bír al-Maksúr, v oficiálním přepisu do angličtiny Bir al-Maksur) je místní rada (malé město) v Izraeli, v Severním distriktu.

## Geografie
Leží v nadmořské výšce 250 metrů, v pahorcích Dolní Galileji nedaleko od západního okraje údolí Bejt Netofa, které je zakončeno umělou vodní nádrží Ma'agar Bejt Netofa. Severně od vesnice se zvedá hora Har Chanaton a pahorek Giv'at Michman.
Leží cca 10 kilometrů severozápadně od Nazaretu, 90 kilometrů severovýchodně od centra Tel Avivu a cca 22 kilometrů východně od centra Haify. Bir al-Maksur se nachází v hustě zalidněném pásu. Osídlení v tomto regionu je smíšené. Vlastní město je osídleno arabsky mluvícími izraelskými Araby, respektive Beduíny. Arabské osídlení převažuje i na západní a severní straně. Na jihu a východě sousedí s městem i židovská sídla. Bir al-Maksur je na dopravní síť napojen pomocí dálnice číslo 79 Haifa-Šfar'am-Nazaret.

## Dějiny
Jako název obce použito místní jméno Chirbet Bir al-Maksur (חרבת ביר אל-מכסור). Bir al-Maksur je beduínské arabské sídlo, které bylo oficiálně založeno až během 20. století a mělo umožnit trvalé usazení dosud polokočovných Beduínů. Ti se zde objevili někdy na přelomu 19. a 20. století a šlo o přistěhovalce z jiných arabských zemí. V roce 1990 byla vesnice povýšena na místní radu (malé město). Obyvatelé jsou muslimové.
Obec má dobré vztahy s okolními židovskými obyvateli. V roce 2007 ale policie odhalila gang šesti místních mladíků, kteří znásilňovali židovské ženy a své činy odůvodňovali politickými motivy. Vedení obce se od této skupiny distancovalo.

## Demografie
Bir al-Maksur je menší sídlo, které nemá stavebně charakter města ale spíše rozvolněnější venkovské zástavby. K 31. prosinci 2017 zde žilo 9 100 lidí.
| Rok            | 1961  | 1972 | 1980  | 1983  | 1990  | 1993  | 1994  | 1995  | 1996  | 1997  | 1998  | 1999  | 2000  |
| -------------- | ----- | ---- | ----- | ----- | ----- | ----- | ----- | ----- | ----- | ----- | ----- | ----- | ----- |
| Počet obyvatel | 1 300 | 900  | 1 800 | 3 000 | 4 400 | 5 000 | 5 200 | 5 200 | 5 300 | 5 600 | 5 800 | 5 900 | 6 100 |

| Rok            | 2001  | 2002  | 2003  | 2004  | 2005  | 2006  | 2007  | 2008  | 2009  | 2010  | 2011  | 2012  | 2013  | 2014  | 2015  | 2016  | 2017  |
| -------------- | ----- | ----- | ----- | ----- | ----- | ----- | ----- | ----- | ----- | ----- | ----- | ----- | ----- | ----- | ----- | ----- | ----- |
| Počet obyvatel | 6 200 | 6 400 | 6 700 | 6 900 | 7 000 | 7 300 | 7 400 | 7 605 | 7 611 | 7 800 | 8 000 | 8 100 | 8 300 | 8 500 | 8 700 | 8 900 | 9 100 |